# Exampithoe (Melanesius) kutti
Exampithoe (Melanesius) kutti is een vlokreeftensoort uit de familie van de Ampithoidae. De wetenschappelijke naam van de soort is voor het eerst geldig gepubliceerd in 1997 door Poore & Lowry.